# Засурье (Чувашия)
Засу́рье (чув. Засурски) — село в Ядринском районе Чувашской Республики России. Входит в состав Иваньковского сельского поселения.

## География
Село находится в северо-западной части Чувашии, в пределах Чувашского плато, в зоне хвойно-широколиственных лесов, на правом берегу реки Суры, в междуречье Суры и Чёрной, к северу от автодороги М7, на расстоянии примерно 10 километров (по прямой) к северо-востоку от города Ядрина, административного центра района. Абсолютная высота — 127 метров над уровнем моря. Расстояние до столицы республики — города Чебоксары — 73 км, до районного центра — 16 км, до железнодорожной станции — 73 км
Климат
Климат характеризуется как умеренно континентальный, с продолжительной морозной зимой и тёплым летом. Среднегодовая температура воздуха — 2,9 °С. Средняя температура воздуха самого тёплого месяца (июля) — 18,6 °C (абсолютный максимум — 38 °C); самого холодного (января) — −13 °C (абсолютный минимум — −44 °C). Безморозный период длится около 148 дней. Среднегодовое количество атмосферных осадков составляет 513 мм, из которых 357 мм выпадает в период с апреля по октябрь
Часовой пояс
Село Засурье, как и вся Чувашия, находится в часовой зоне МСК (московское время). Смещение применяемого времени относительно UTC составляет +3:00.

## История
Историк и этнограф С.М. Михайлов в очерке, опубликованном в «Казанских губернских ведомостях», отмечал: 

Деревня Сурская, при реке Суре. В ней крестьян помещика Микулина мужчин 83, женщин 81, всего 164, а по 10-й ревизии, перешедших к княгине Оболенской, дочери Микулина, 252 души. Основана в 1836 году. Крестьяне переселены из Смоленской и Московской губерний на пустопорожнюю лесную дачу, купленную у чиновницы Струйской. В 1690 году дача сия принадлежала симбирскому жителю Савве Тимофееву Воронкову.— 1858
Жители — до 1861 года помещичьи крестьяне Оболенских (по состоянию на 1860 год владелицей сельца Сурское с 38 дворами и 127 крепостными мужского пола была княгиня Наталья Сергеевна Оболенская), Зубовых; занимались земледелием, животноводством. В 1881—1934 годах функционировал храм Святых Адриана и Наталии, в начале XX века — церковно-приходская школа, фельдшерский пункт, мельница. В 1918 году образован совхоз им. Ленина, в 1931 году — колхоз «Красноармеец». 
Прежние названия
Сурское (1860); Засурское (1917—1940); Шешковерка (1917—1921); Засурски ялĕ (1927)

## Население
| 2010 | 2012 |
| ---- | ---- |
| 164  | ↗199 |

Гендерный состав
По данным Всероссийской переписи населения 2010 года в гендерной структуре населения мужчины составляли 50 %, женщины — соответственно также 50 %.
Национальный состав
Согласно результатам переписи 2002 года, в национальной структуре населения русские составляли 57 % из 192 человек, чуваши — 34 %.